# Робинсон, Боурдмен
Боурдмен Робинсон (англ. Boardman Robinson, 1876—1952) — канадско-американский художник, иллюстратор и карикатурист.

## Биография

### Ранние годы
Робинсон родился 6 сентября 1876 года в Новой Шотландии. Детство он провёл в Англии и Канаде до переезда. Робинсон окончил обычную школу, где прошёл специальную программу, обучающую черчению.
Будущуй художник начал впервые изучать искусство в колледже искусств в Бостоне. Дальнейшее обучение получил в академии изящных искусств, в Париже, также 1903 году Робинсон женился . Супруги переехали в Париж, где Робинсон недолго проработал художественным редактором для журнала прежде чем вернуться в Соединённые Штаты в 1904 году.

### Карьера
По возвращении в Соединённые Штаты, Робинсон начал работать иллюстратором и карикатурщиком для New Morning York Telegraph. Внештатно он работал и для других популярных изданий, в том числе в Pearson’s magazine, Scribner’s Magazine, Collier’s, Harper’s Weekly и др.
В 1910 году Робинсон устроился на работу в New York Tribune художником, и проработал там в течение четырёх лет. С началом Первой мировой войны в 1914 году, радикальные антимилитаристские политические взгляды привели его к конфликту с работодателем, и он покинул редакцию.
В 1915 году он отправился в Восточную Европу от имени журнала Metropolitan вместе с журналистом Джоном Ридом. Они воочию наблюдали последствия европейской войны в России, Сербии, Македонии и Греции. В 1916 году впечатления Рида были опубликованы в книге под названием Война в Восточной Европе, иллюстрации к которой создал Робинсон.
По возвращении из Европы, Робинсон был принят в социалистическую, ежемесячно издающуюся The Masses. Его высоко политические карикатуры, а также общая антивоенная позиция The Masses были признаны нарушающими недавно принятый Закон о Шпионаже 1917 года, газета была вынуждена прекратить публикации. Робинсон, вместе с другими обвиняемыми был оправдан 5 октября 1918 года. После The Masses, Робинсон стал пишущим редактором The Liberator и New Masses, работая с бывшим её редактором Максом Истменом.
Позже он стал преподавать искусство Лиге студентов-художников в Нью-Йорке (1919—1930) и возглавил Центр изобразительных искусств Колорадо-Спрингс (1936—1947). Среди его учеников Билл Тайтла, Эдмунд Даффи, Рифка Ангел, Яков Бёрк, Рассел Райт, Герхард Баккер, и Эстер Шемитц.
Робинсон также известен как художник-монументалист. Некоторые из фресок в Рокфеллер-центре, в здании департамента юстиции в Вашингтоне, а также девять панелей росписи в Питтсбурге принадлежат ему.
Робинсон также проиллюстрировал несколько книг, среди них «Братья Карамазовы» Достоевского (1933), «Антология Спун-Ривер» Эдгара Ли Мастерса (1941) и «Моби Дик» Германа Мелвилла (1942).

## Галерея

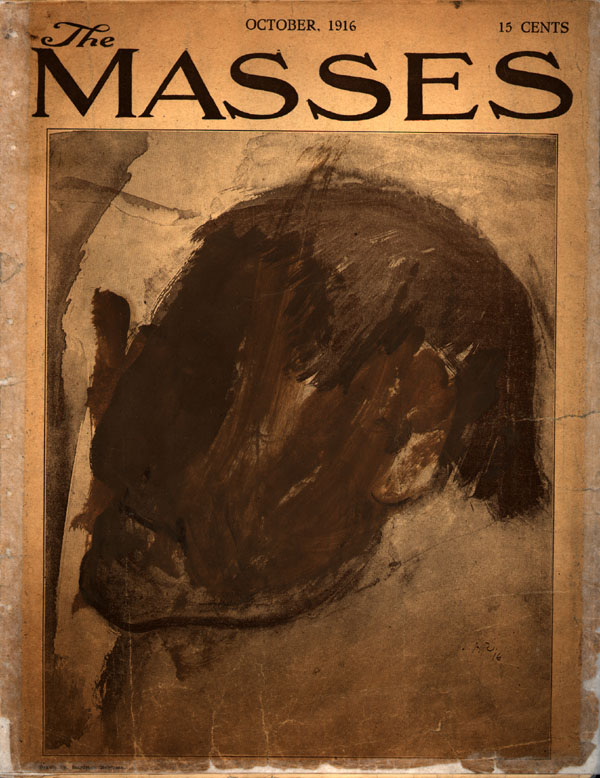
Иллюстрация обложки для The Masses, октябрь 1916.
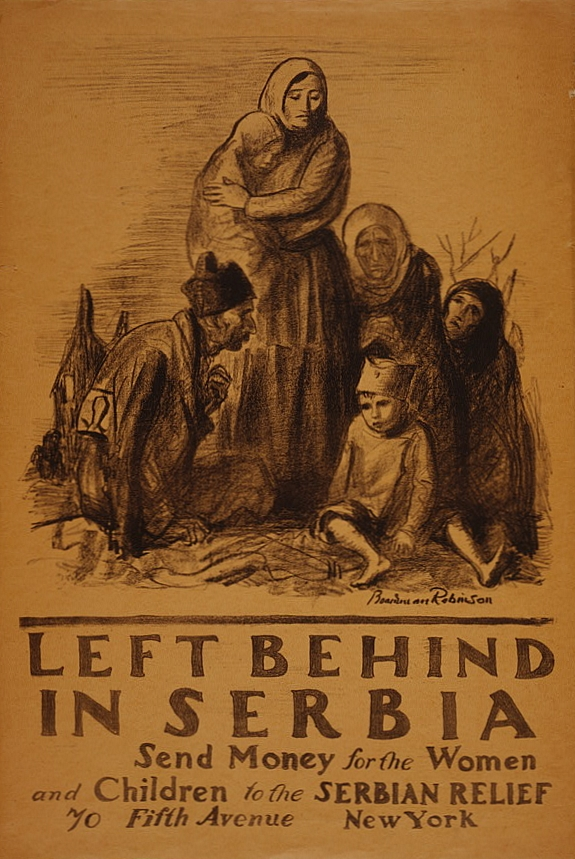
Позабытый в Сербии, 1918.
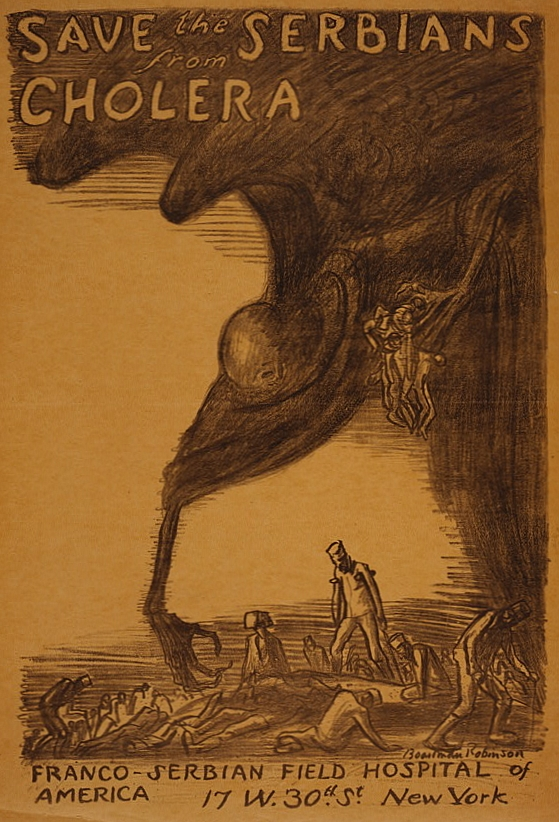
Спасите сербов от холеры, 1918.
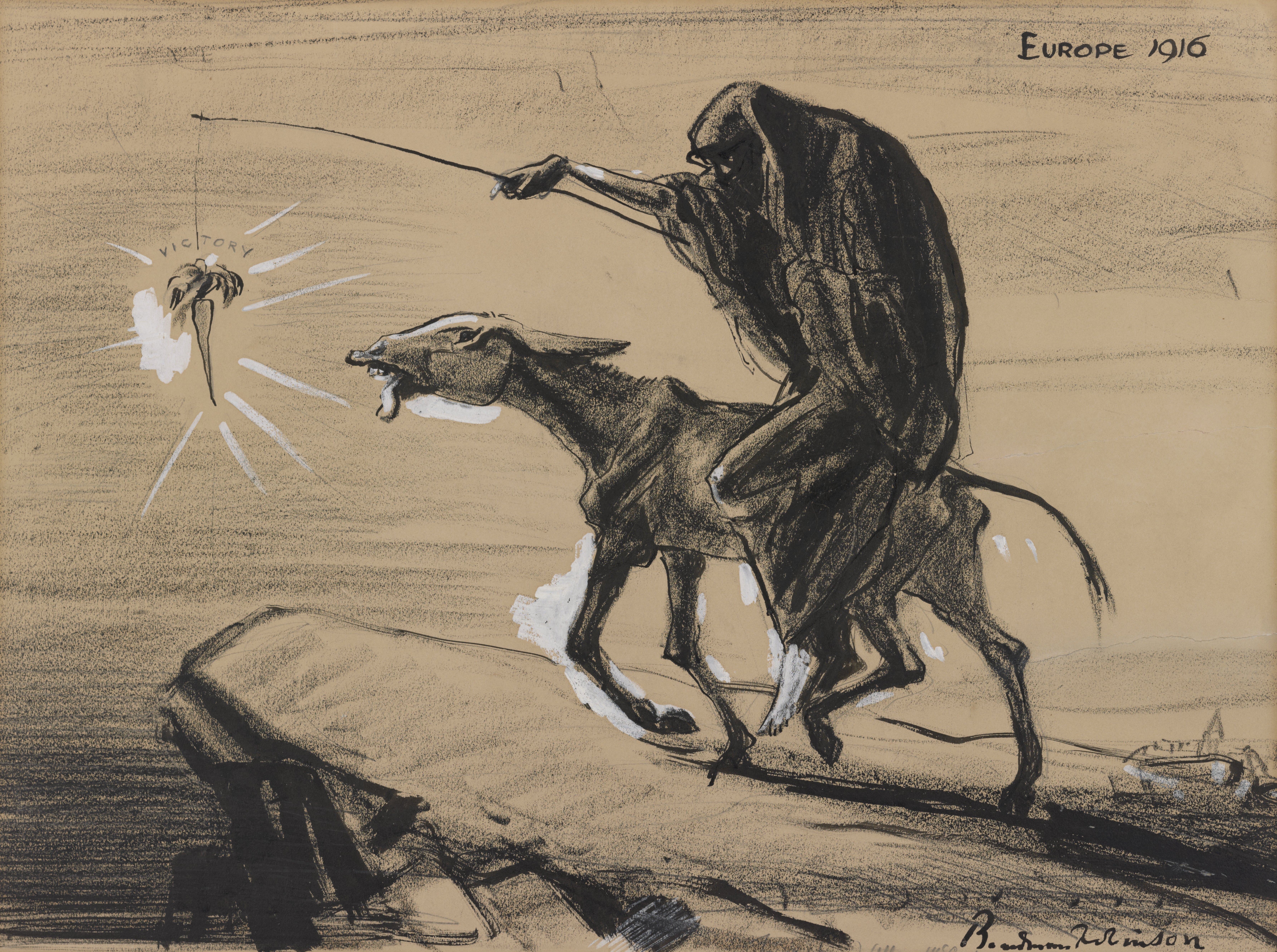
Европа 1916, октябрь 1916.
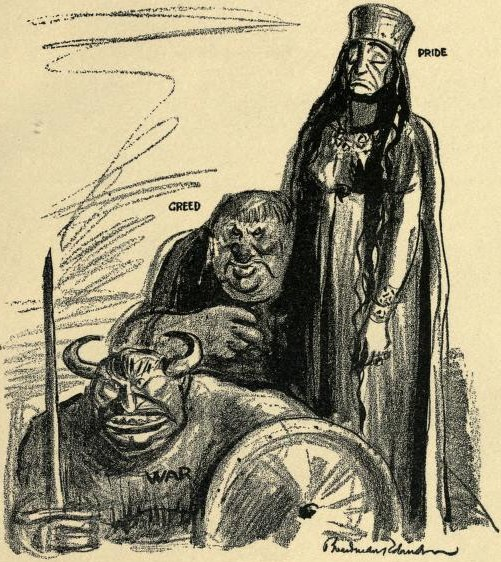
Отец и мать, прибл. 1915.
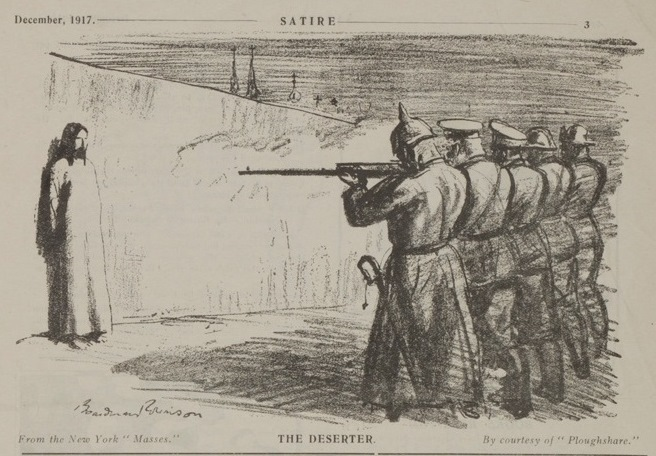
Дезертир, 1916.